# Рудь Пилип Сергійович
Рудь Пили́п Сергі́йович (літературний псевдонім Пиль Жоржинний; * 5 грудня 1910 року, с. Бистрик, нині — Кролевецького району Сумської області — † 5 жовтня 1942 року, біля с. Лукашенкове, нині — Середино-Будського району Сумської області) — український поет. Член літературної групи «Первоцвіт», літературного об'єднання «Трактористи» (1930-ті).
Журналіст (професійні псевдоніми «Пилипко», «Пилип Гартований», «Пиль Жоржинний», «Буринський», «П. Весняний», «П. Жовтневий», «Партійний кореспондент»).

## Ранні роки
Батько — Сергій Федорович Рудь, мати — Марія Петрівна Рудь. Народився у селі Конотопського повіту.
1922 закінчив Бистрицьку початкову школу. Грамотний. У підлітковому віці завербований у загони Кролевецької лівацької організації — комсомол, у 16-ть років — лідер загону, а вже з 18-річного віку — репортер конотопської газети «Селянські вісті» (псевдонім Пилипко). Хоча друкуватись почав як сільський кореспондент ще 1927 року, як поет — з наступного року. Писав під псевдонімом Пиль Жоржинний. З 1929 року працює в редакції Конотопської окружної газети «Селянські вісті», згодом перейменована в «Комуну». При редакції організував літературну групу «Первоцвіт».
|  | …Ой ці ранки – я їх так кохаю. Гей тумани – голуба печаль. Цвітом яблунь юність одцвітає. Та мені її не жаль. |

Учасник драматичних гуртків.
На початку 1930-х років вступає до літературного об'єднання «Трактор», яке діяло при однойменному журналі «Трактор». Тут надруковані його вірші: «Весняна лірика», «Наша осінь», «Сини республіки», «Пастухова радість», «Вартовий». У літоб'єднанні його колегами стають відомі автори: Натан Рибак, Володимир Гавриленко, Петро Дорошко, Володимир Конвісар. У самому журналі з'являэться стаття «Радість творчості» разом із портретом автора — Пилипа Рудя (№ 2, журналу «Трактор», 1934).

Рудь визнав: 
|  | «Трактор» був моєю школою, він допоміг вийти на літературну дорогу». |

Його ім'я стало звичним і бажаним на сторінках численних журналів та літературних альманахів того часу. Пилип багато друкується в обласній та всеукраїнській пресі. Поет шукає нових форм, старанно працює над мовою своїх творів. Весною 1938 він уже завідувач відділу шкіл та культури чернігівської обласної газети «Більшовик» (тепер «Деснянська правда»).

## Діяльність під час Голодомору
У 1930-і роки Пилип Рудь працював у чернігівських газетах «Більшовик» (тепер «Деснянська правда») та «Молодий комунар» (нині «Гарт»), де був дружнім із цілим колективом таких же молодих поетів та журналістів — Абрамом Кацнельсоном, Петром Носенком, Олексою Десняком, тощо. Пилип Рудь готує серію репортажів із районів Чернігівщини та Сумщини, де влада в цей час проводила масові убивства голодом. Працює згідно з політичною лінією комуністів, які приховували Голодомор. За спогадами колег, 22-річний юнак особисто брав участь у приборканні голодних бунтів українських селян.
Був редактором газети Буринського цукрового заводу «За більшовицькі темпи»., робота якої була також інтегрувана в голодоморні акції.
Заочно закінчив Ленінградський інститут журналістики. Тоді ж стає російськомовним журналістом у газеті «Советская Украина» (1941). Пише кон'юнктурні вірші про учасників громадянської війни в Іспанії.

## Диверсант
З початком військового конфлікту СССР та Німеччини 1941 року мобілізований до сталінській армії, де мав статус спеціального кореспондента по Південно-Західному фронту. Його особистий архів згорів у Чернігові під час повітряних боїв над містом.
Восени 1941 потрапив в оточення і, повернувся до батьків у рідне село. Став на облік у поліції, працював, але через неясні причини потрапив до Конотопської в'язниці. Утікши звідти, прибився до Путивльського загону диверсантів, що входив до складу групи Ковпака.
З огляду на активне комуністичне минуле, призначений політруком диверсійних загонів.. Перебуваючи у складі загону він відмовився від української мови і на вимогу Ковпака видавав листівку російською мовою — «Красный партизан», а згодом написав пісню російською мовою — «Песню партизана». У російськомовних листах до дружини, Пилип Рудь ні словом не говорить про втрати українського цивільного населення. Його мета — ніби суто диверсійна та ідеологічна:
| ...готуємося принести свої бойові подарунки 25-річчю Жовтня. Будь упевнена, що ці партизанські подарунки ми принесемо. Я, коли все буде благополучно, тоді детальніше про них напишу... |
Диверсант Рудь ліквідований німецькими силами оборони у Середино-Будському районі України. Сталінська пропаганда спробувала експлуатувати його ім'я для героїзації диверсійних загонів в Україні, тому поширила легенду про войовничу смерть політрука: загинув, «коли з гранатою в руках повів за собою всю роту»; «лише кілька пострілів, кілька кроків встиг зробити політрук. Потім, немов наткнувшись на невидиму стіну, різко спинився, аж голова відкинулась назад, і схопився правою рукою за ліву частину грудей».

## Пам'ять
За життя не вийшло жодної окремої книжки Пилипа Рудя, він не був членом Спілки письменників України. Зусиллями його живих товаришів, вже після смерті шефа СССР Йосипа Сталіна, видано збірку «Звитяжна молодість» (1960), а до СПУ прийняли посмертно.
1988 у Бистрицькій загальноосвітній школі відкрито музей поета Пилипа Рудя, у Кролевці — бронозове погруддя.
Сумський обком комсомолу встановив обласну комсомольську премію імені Пилипа Рудя, лауреатами якої є місцеві літератори — Віктор Капуста, Олександр Вертіль, Ніна Багата тощо. Її дія припинилася у 1990-их роках, але за часів Президента Януковича, Сумська обласна рада поновила присудження премії імені Пилипа Рудя.

## Родина
Дружина — Ганна Марківна (померла); дочка — Лініта Пилипівна (емігрувала до США); онуки — Ігор та Олег.